# Wednesday Morning, 3 A.M.
Albums de Simon et Garfunkel
Sounds of Silence
(1966)
Wednesday Morning, 3 A.M. est le premier album du duo Simon et Garfunkel, paru en 1964. Passé inaperçu à sa sortie, il fut réédité en 1966, après leurs premiers succès radiophoniques, et atteignit la trentième place du Billboard.

## Titres
| 1. | You Can Tell the World               | Bob Gibson, Bob Camp                  | 2:47 |
| 2. | Last Night I Had the Strangest Dream | Ed McCurdy (en)                       | 2:11 |
| 3. | Bleecker Street                      | Simon                                 | 2:44 |
| 4. | Sparrow                              | Simon                                 | 2:49 |
| 5. | Benedictus                           | trad., arrangé par Simon et Garfunkel | 2:38 |
| 6. | The Sound of Silence                 | Simon                                 | 3:08 |

| 1. | He Was My Brother             | Simon        | 2:48 |
| 2. | Peggy-O                       | trad.        | 2:26 |
| 3. | Go Tell It on the Mountain    | trad.        | 2:06 |
| 4. | The Sun Is Burning            | Ian Campbell | 2:49 |
| 5. | The Times They Are a-Changin' | Bob Dylan    | 2:52 |
| 6. | Wednesday Morning, 3 A.M.     | Simon        | 2:13 |

## Musiciens
- Paul Simon : guitare acoustique, chant
- Art Garfunkel : chant
- Barry Kornfeld : guitare acoustique
- Bill Lee : basse